# 狩野永徳
狩野 永徳（かのう えいとく、天文12年1月13日（1543年2月16日） - 天正18年9月14日（1590年10月12日））は、安土桃山時代の絵師。狩野派（室町時代から江戸時代まで日本画壇の中心にあった画派）の代表的な画人であり、日本美術史上においても著名な画人の1人である。現存する代表作に『唐獅子図屏風』『洛中洛外図屏風』『聚光院障壁画』　『上杉本洛中洛外図屏風』などがある。

## 概要
永徳は狩野松栄の息子で、狩野元信の孫にあたる。永徳は法号で名は源四郎、諱は州信（くにのぶ）。
狩野派の棟梁として織田信長、豊臣秀吉という天下人に仕え安土城、聚楽第、大坂城などの障壁画を制作した。永徳が力を振るったこれらの代表的な事績は建物とともに滅びてしまったものが多く、真筆とされる現存作品は比較的少ない。永徳といえば『唐獅子図』や『檜図』のような雄大なスケールの豪快な作品（大画）がよく知られるが、細部を緻密に描写した「細画」もよくしたとされる（『本朝画史』）。現存する代表作の1つである上杉本『洛中洛外図』は、彼が細密描写に秀でていたことを示している。

## 生涯
天文12年（1543年）、松栄の長男として京都で生まれる。最初に永徳の事績が記録に現れるのは山科言継の日記『言継卿記』の天文21年1月29日（1552年2月23日）の条で、この日に狩野法眼（元信）が孫を連れて将軍・足利義輝に拝謁したことが記録されており、この「孫」が当時10歳（数え年）の永徳と推定されている。
また、五摂家の筆頭である近衞家とも関係が深く、永禄10-11年（1567-1568年）には近衛前久邸の障壁画を描いている（『言継卿記』）。元亀2年（1571年）大友宗麟の招きで久我晴通、怡雲宗悦、後藤徳乗、吉田牧庵らと共に土佐国を経由し豊後国に下向（『中江周琳宛宗固書状』）し、臼杵丹生島城の障壁画を描いた（『大友興廃記』）。
天正4-7年（1576-1579年）には、弟の狩野宗秀に家屋敷を譲った後に、安土城に障壁画を描き（『信長公記』）、天正11年（1583年）には大坂城、天正14年（1586年）には聚楽第の障壁画を担当するなど織田信長や豊臣秀吉をはじめとする権力者に重く用いられた。
天正17年（1589年）には後陽成天皇の内裏の障壁画を担当し、天正18年（1590年）には八条宮家の障壁画を描いた。同年9月、永徳は東福寺法堂の天井画の龍図を制作中に病気になり、ほどなく死去した。享年48（満47歳没）。戒名は聴受院殿永徳法眼高信日意大居士。墓所は京都妙覚寺。死因は、現代風に言えば過労死かともいわれている。なお、東福寺法堂の天井画は、永徳の下絵を元に弟子の狩野山楽が完成させたが現存しない。
子に狩野光信、狩野孝信がいる。

## 代表作

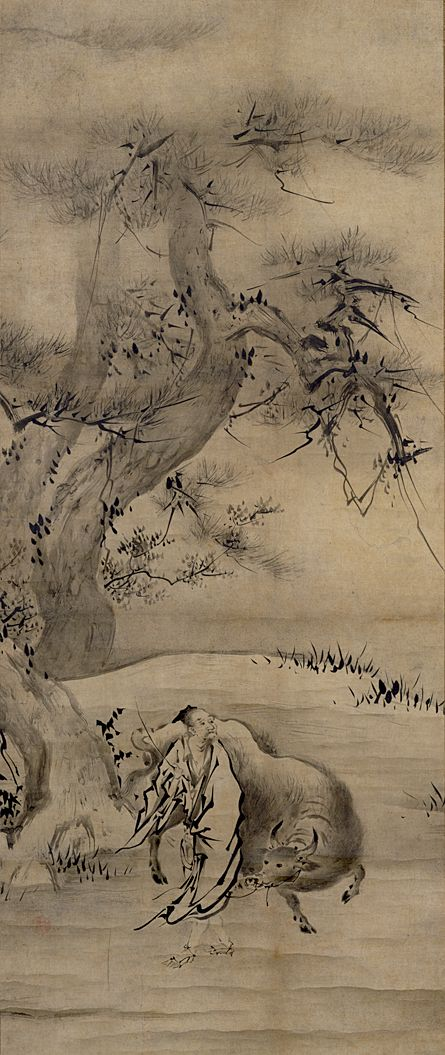
許由巣父図（巣父）

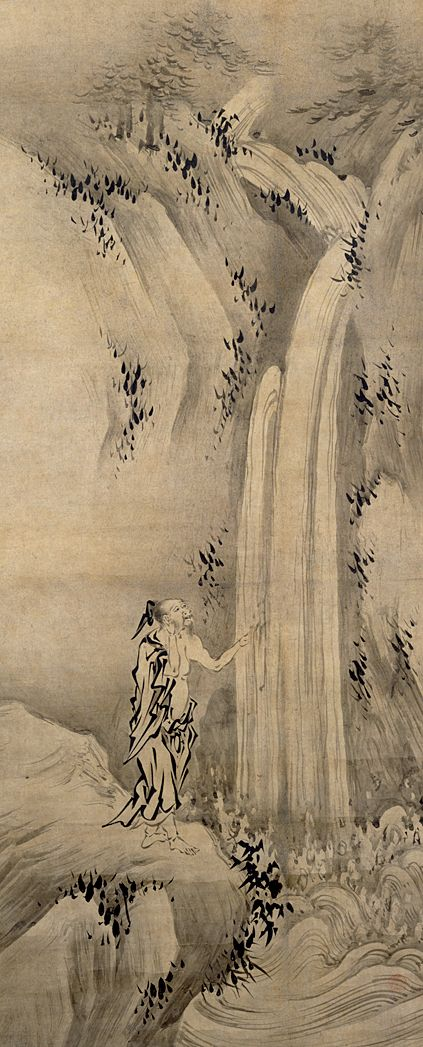
許由巣父図（許由）

- 聚光院障壁画（国宝） - 京都市・聚光院

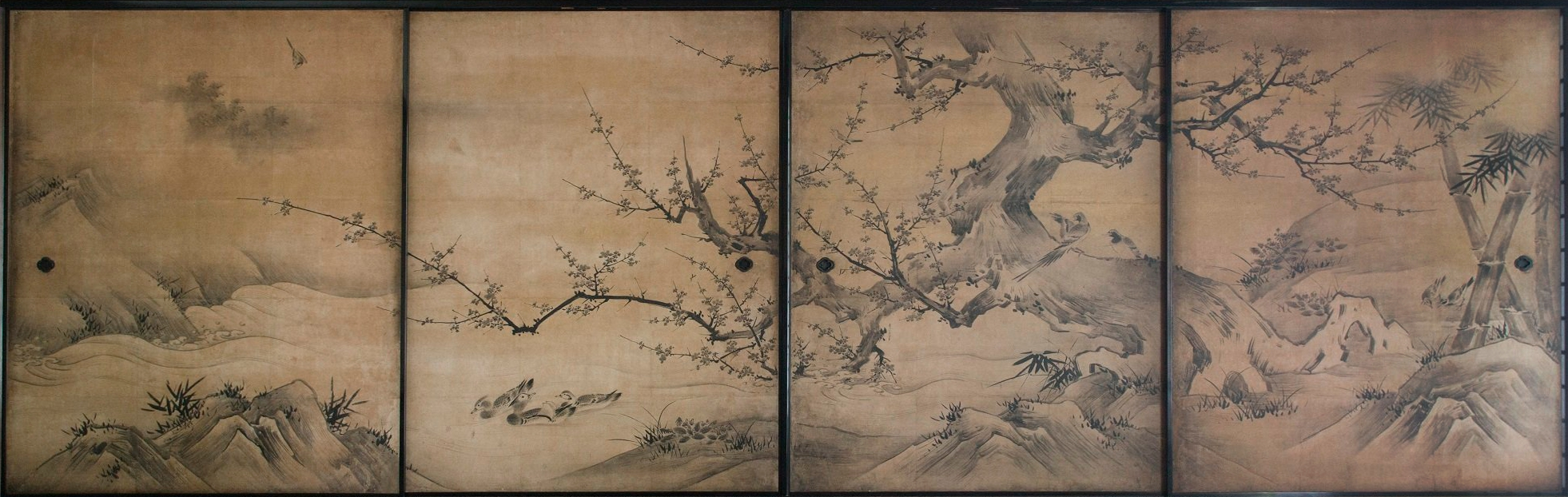
聚光院方丈障壁画のうち花鳥図

聚光院は大徳寺の塔頭で、永徳は方丈の障壁画を父松栄と共に描いた。永徳が担当したのは『花鳥図』16面および『琴棋書画図』8面から成る。制作年代については従来聚光院創建の年である永禄9年（1566年）、24歳の若書きの作品とされていたが、画風の検討や方丈自体の建立年代の見直しから、かなり後の天正11年（1583年）とする説もある。平成18年（2006年）より順次複製が制作され、オリジナルは京都国立博物館に寄託される。
- 上杉本洛中洛外図屏風（国宝） - 上杉博物館

京都の中心部（洛中）と郊外（洛外）を鳥瞰的に描いた洛中洛外図の代表作、天正2年（1574年）に織田信長が上杉謙信に贈ったものとされる。歴史資料としても貴重で、この屏風に描かれた人物の数は約2,500人という。この屏風については描かれた都市景観から、制作年代についてさまざまに議論されてきた。屏風に描かれた景観年代を天文16年（1547年）のものと見なす今谷明説など、景観年代については諸説あるが、1561年に造られた三好義興邸の冠木門が描かれていることも指摘されている。
- 唐獅子図屏風 - 宮内庁三の丸尚蔵館

唐獅子図

天正10年（1582年）に秀吉が本能寺の変を聞きつけ畿内に戻るため、高松城で急遽結んだ講和の際、その証として毛利輝元に贈った陣屋屏風との伝承がある。しかし、それを裏付ける史料は一切ない。近年では、224.2×453.3cmと本間屏風としては異例な大きさで、画面に複数見られる切り詰め部分から元は更に大きな作品だったと見られることから、元は大坂城本丸表御殿や聚楽第など、秀吉関係の城郭殿舎の大広間を飾る障壁画だったとする説もある。明治期に毛利家から皇室に献上された。画面右下に狩野探幽（永徳の孫）による「狩野永徳法印筆」との紙中極めがある。後に永徳のひ孫に当たる狩野常信が左隻を補作している。

『特別展覧会 狩野永徳』（平成19年（2007年）、京都国立博物館）では、以下の作品が「永徳作」とされている。
- 南禅寺大方丈障壁画（重要文化財） - 京都市・南禅寺

狩野派による共作。天正14 - 19年（1586 - 1591年）頃。内、群仙図が永徳筆ではないかと言われる。
- 檜図屏風（国宝） - 東京国立博物館

伝永徳筆。天正18年（1590年）?。桂宮家旧蔵。元は八条宮邸の障壁画であったと伝えられ、八条宮家の後身である桂宮に伝来し、明治14年（1881年）淑子内親王の薨去で宮家廃絶後は宮内省に移管され、更に宮内省主殿寮から東京帝室博物館に移管された。経年劣化による絵の具剥落や亀裂拡大の危険、襖を屏風に改装したことによって生じた各扇間の図様の不連続を解消すべく、2012年10月から2014年3月にかけて全面的な修理が施された。修理までは八曲一隻だったが、四曲一双に改められた。
- 許由巣父図（きょゆうそうほず）（重要文化財） - 東京国立博物館

伝永徳筆。2幅からなる紙本墨画。
- 仙人高士図屏風（重要文化財） - 京都国立博物館

伝永徳筆。元は建仁寺の塔頭の障壁画であったと伝えられる。
- 洛外名所遊楽図屏風 四曲一双 - 個人蔵。

平成17年（2005年）7月、京都の古物商で発見された（平成18年（2006年）9月13日 朝日新聞報道）。落款等はないが上杉本洛中洛外図と描写法が良く似ており、上杉本より少し前の作か。
- 花鳥図押絵貼屏風 六曲一双 - 個人蔵。

中屏風に縦50cm弱、横35cm強の紙に、極彩色の花鳥画が12枚貼り合わされている。永徳の基準印で、上杉本洛中洛外図と同じ「州信」円廓壺形印が捺されており印影も美しい事や、『本朝画史』に記された「細画」によく合致することから、永徳の若描きだと考えられる。
- 梔子に小禽図（墨画） - 京都国立博物館（2007年の「特別展覧会 狩野永徳」開催時点では個人蔵）
- 老莱子図 - 山口・菊屋家住宅保存会
- 二十四孝図屏風 六曲一双 - 福岡市博物館 惟高妙安ら四僧賛
- 四季山水図 六曲一双 - 香雪美術館

伝永徳筆（左隻のみ、右隻は狩野元信筆）
- 渡唐天神図 - 瀬戸市・定光寺 策彦周良賛
- 柿本人麻呂図 - 群馬県立近代美術館 誠仁親王賛
- 旧日光院客殿障壁画 - アルカンシェール美術財団（ハラミュージアムアーク保管）
- 織田信長像 - 大徳寺

絹本著色。かつては大徳寺塔頭の総見院所蔵。名古屋市の総見寺に狩野常信による本画像の模写が残り、その署名に永徳画に倣った旨が記されていることや、信長画像としてよく知られ、「兄に似て荒し」と評された弟狩野元秀画の長興寺本より本作の方が優れているとする意見が強い事から、永徳筆の可能性が高い。ただし、眼や鼻、口などの各部の描写は像全体の迫真性と比べ画一的で、息子の狩野光信筆「豊臣秀吉像画稿」（逸翁美術館蔵）の描写に近い。
本紙料絹に多数の折れや亀裂が発生し、絵の具の剥離・剥落が見られたことから、2008年9月から翌年10月にかけて解体修理が行われ、幾つかの発見があった。一つは画像裏側の裏彩色に表側と大きく異なる彩色や表現が多くされている事である。表側の小袖は薄藍色の一色だが、裏彩色においては、扇子を持つ右手側は萌黄、左手側は表側の肩衣袴と同系統の薄茶色に塗られ、いわゆる片身替わりで表される。衣服に施された桐紋の模様は、裏側の方が意匠が大きく、間隔を開けてゆったりと配置されている。刀は表側は脇差一本だが、裏面は太刀・短刀の二振りが表され、扇子も裏面のほうが大きく幅も広く描かれる。容貌は、裏彩色は口髭の端が上向きで、顎がやや細い、などの違いが見られる等、総じて裏側のほうが派手で威厳ある姿で描かれている。裏彩色は表側の彩色を補完するための技法であり、本図のように大きな食い違いが見られるのは異例である。一般に肖像画制作は、草稿の段階で絵師と注文主の間で入念な打ち合わせが行われたのち本画制作に移るため、このような大幅な描き直しはまず起らない。裏彩色の剥落部分から覗く表側の彩色は現状の表側とは異なっており、元は表側も裏側と同じ信長像が描かれていたことは確実である。
二つ目は軸木の墨書から、天正12年（1584年）5月に表装され、享保17年（1732年）12月に改装されたとわかり、制作時期がほぼ特定できる点である。京都国立博物館の研究員である山本英男は、天正12年5月は信長三回忌の直前である事と、先述した像に加えた大幅な改変、当時秀吉は小牧・長久手の戦いで多忙で、喪主を信長と深い関わりある女性（側室のお鍋の方か?）が代行していた事情を考えると、一度鍋や永徳らの協議の末に完成を見た信長像に、法要の実質的な施主である豊臣秀吉が何らかの理由でクレームをつけ、急遽描き直させたと考えられるとしている。しかし、小牧・長久手の戦いにおいて豊臣秀吉は同年3月21日に尾張へ向けて発っており、最初に戦場を離れたのは大坂に一時帰投した6月21日～7月18日である。即ち、開戦から表装がなされた同年5月までは一貫して領内を不在にしている。
『特別展覧会 狩野永徳』（2007年）以後に永徳作品として紹介された作品。
- 松に叭々鳥・柳に白鷺図屏風 六曲一双 紙本墨画 - 九州国立博物館蔵

原三溪旧蔵で、長い間売立目録でしか存在が知られていなかった作品。作品を観察すると、画家の非凡な個性と若々しい意気込みが感じられる反面、経験不足からくる描写の未熟さが画面に垣間見られる事から、永徳の比較的若書きの作で、聚光院障壁画の数年前の作品だと考えられる。
- 瀟湘八景図 一幅 紙本墨画 - 個人蔵（九州国立博物館寄託、黒田侯爵家旧蔵[15]）

### 現存しない作品
- 安土城障壁画 - 天正4年（1576年）
- 大坂城障壁画 - 天正13年（1585年）
- 聚楽第障壁画 - 天正15年（1587年）
- 天瑞寺障壁画 - 天正16年（1588年）

天瑞寺は大徳寺内に秀吉が創建したものだが明治7年（1874年）、廃寺になった際、建物とともに障壁画も失われたとされる。

### 所在不明の作品
- 安土城之図 - 天正9年（1581年）以前

天正9年（1581年）、織田信長が安土を訪れた宣教師・ヴァリニャーノに贈った安土城之図屏風は、「日本で最も優れた職人」「画筆を動かすのに最も巧なる画工」とした史料の記述から永徳筆と考えられている。この屏風は安土城下や京で展示され、後に天正遣欧使節の手によって渡欧しバチカンにてローマ教皇（グレゴリウス13世）に献納された。教皇は住居と執務室を結ぶ廊下に屏風絵を飾ったといわれるが、教皇の死後に屏風は行方不明となった。
昭和59年（1984年）には滋賀県が、平成17年（2005年）には安土町（現・近江八幡市）がそれぞれバチカンを調査したがいずれも発見には至らなかった。

### 檜図屏風

檜図屏風

## 画像

### 上杉本洛中洛外図屏風
| 上杉本洛中洛外図屏風 |  | 上杉本洛中洛外図屏風 |
| 上杉本洛中洛外図屏風 |  |                      |

### 仙人高士図屏風
| 仙人高士図屏風 |  | 仙人高士図屏風 |
| 仙人高士図屏風 |  |                |

## 狩野永徳が登場するフィクション関連作品
漫画
- 『夢をかなえる爆笑! 日本美術マンガ おしえて北斎!』（いわきりなおと） - 絵師を目指す架空の主人公を励ます講師キーパーソンの一人として登場。
- 『ねこねこ日本史』（そにしけんじ） - 歴史上の人物を各1人に1話完結式の4コマ漫画作品であり、擬人猫キャラクターの主役として第5巻に掲載されて登場する。死因が過労死にしている。和紙に描く墨を和服の体に擦り付ける大胆さがある。
- 『信長のシェフ』 - 第110話「天才の屏風」で初登場。狩野永徳が手元に置いている「洛中洛外図屏風」を信長に渡させるべく、主人公のケンが知恵を絞った料理を饗する[16]。

アニメ
- 『ねこねこ日本史』（2018年10月17日放送、Eテレ、第83話の主役、声：八代拓） - 上記の原作4コマ漫画をテレビアニメ化。1話完結式。淡黄色の猫のキャラクターとして描かれているが、狩野永徳の死因を過労による転落死という、テレビアニメ版のオリジナル展開に変更されている。
- 『おしえて北斎! -THE ANIMETION-』（第3話登場。声：平川大輔） - 上記の漫画作品をアニメ化された作品。